# بایرون فیجا
بایرون فیجا (انگلیسی: Byron Fija؛ زادهٔ ۱ سپتامبر ۱۹۶۹) زبان‌شناسی اهل ژاپن است.